# Yūsuke Murayama
Yūsuke Murayama (jap. 村山 祐介 Murayama Yūsuke; ur. 10 czerwca 1981) – japoński piłkarz występujący na pozycji obrońcy.

## Kariera klubowa
Od 2004 do 2010 roku występował w klubach Shonan Bellmare, Omiya Ardija i Oita Trinita.